# Ronald Sukenick
Ronald Sukenick (Brooklyn, New York, 1932. július 14. – New York, 2004. július 22.) amerikai író és irodalomteoretikus.

## Élete
A Cornell Egyetemen tanult. Doktori értekezését Wallace Stevens-ről írta 1962-ben a Brandeis Egyetemen.
Alapítója és kiadója az American Book Review-nak és alapítója a posztmodern írókat tömörítő a The Fiction Collective-nek (1974).
Első felesége Lynn Luria Sukenick költő volt, akitől 1984-ben elvált. Második feleségével Julia Frey-jel több évnyi együttélés után házasodott össze.

## Művészete
Sukenick az 1950-es években kezdett el írni. Művei a "mimetikus irodalom" által kiépített, már-már kikényszerített, hamis világképpel helyezkednek szembe azáltal, hogy az író/a mű lépten-nyomon felhívja az olvasó figyelmét, tartalmi és vizuális elemekkel egyaránt arra, hogy az irodalmi mű mesterséges konstrukció. Sukenick 1969-ben, a The Death of the Novel and Other Stories-ban hívja fel a figyelmet arra, hogy a realista regény olyan abszolútumai, mint a kronologikus idő létezése, a jellemábrázolás, valamint a konkrét valóság a posztrealizmus világában kérdésessé váltak, így az írónak a semmiből kell kezdenie, mivel "számára nem létezik sem a realitás, sem az idő, sem pedig a személyiség".
Abádi Nagy Zoltán a következőket írta Sukenickről: "Sukenick nem formalista, hisz megszünteti a hagyományos formát. Nem posztformalista, mert nem vet el minden formát, hanem újakat hoz létre. Egyszerűen tehát formaújító." Ez a formaújítás tetten érhető az Entrópia kötetben közölt Sodrás című elbeszélésben is, ahol a két hasábra tagolt szöveg egyik felében az elbeszélés olvasható, míg mellette, mintegy a margón, pedig reflexiók. Sukenick második regényében a Kifelé címűben (Out) a fejezetek száma tíztől csökken egészen nulláig, ahol az utolsó fejezet "az elfogyó logika szerint" már egy szót sem tartalmaz, csak 11 üres oldalt, annyit, ahány fejezet maga a regény.
Sukenick sokfelé utazott. 1982-ben Magyarországon is járt. Abádi Nagy Zoltán ekkor készített vele interjút, mely a Filológiai Közlönyben jelent meg.
Műveinek archívuma a Harry Ransom Centerben található az austini Texasi Egyetem.

## Fontosabb kötetei
- A Wallace Stevens Handbook (1962)
- Wallace Stevens: Musing the Obscure (1967)
- Up (Felfelé; regény, 1968)
- The Death of the Novel and Other Stories (A regény halála és más történetek; elbeszélések, 1969)
- Out (Kifelé; regény, 1973)
- 98,6 Fahrenheit (regény, 1975)
- Long Talking Bad Conditions Blues (Hosszan szóló szomorú világ blues; regény, 1979)
- In Form: Digressions on the Act of Fiction (esszék, 1985)
- The Endless Short Story (A végtelen elbeszélés; regény, 1986)